# Pimonte
Pimonte è un comune italiano di 5 874 abitanti della città metropolitana di Napoli in Campania.

## Geografia fisica
Il territorio è collinare, delimitato dai Monti Lattari a sud e a est e dal monte Pendolo a nord-est con vista verso il Vesuvio e verso il Golfo di Napoli. Il paese è situato lungo la via che dall'agro stabiese (Castellammare di Stabia, Gragnano, Pompei, Torre Annunziata) porta alla costiera amalfitana (Amalfi, Positano).

## Storia

### Origini del nome e Feudalità
Il nome deriva dal latino apud montēs che significa "presso i monti".
Dopo la Repubblica di Amalfi (839–1131), sia i Normanni che in particolare i Sovrani Angioini furono soliti assegnare terre ubicate nella parte nord occidentale del ducato di Amalfi come ricompensa a vari esponenti della nobiltà napoletana, come ricompensa per azioni militari e servigi amministrativi. Nell’anno 1292 Pimonte, Le Franche e Pino furono concesse in feudo a Manfredo Maletta, conte di Mineo, indi nel 1302 a Bartolomeo Siginulfo, conte di Telese..
Il Mazzella attestò che sotto il regno della Regina Giovanna I (n. 1327 ca. – m. 1382) il castello (casale fortificato?) delle Franche appartenne ai Riccio (Rizzo) del Sedile di Nido di Napoli
La regina Giovanna II (n. 1371 – m. 1435) concede a Giordano Colonna, tra i numerosissimi possedimenti anche Gragnano, Lettere, Pimonte, Le Franche, Minori e Maiori. Alfonso d'Aragona, a seguito di un prestito per fronteggiare le spese belliche, diede in fideiussione nel 1436 le terre di Angri, Lettere, Gragnano, Pimonte, Le Franche e Positano a Raimondo del Balzo Orsini..
Nel 1448 Re Alfonso I omaggiò il napoletano Giovanni Miraballe (Miroballo), Patrizio del Sedile di Portanova, di Angri, Gragnano, Lettere, Pimonte, Le Franche e Positano, che le possederanno sino al 1528. Il Principe d'Orange, Viceré di Napoli, a causa di atto di tradimento le requisì ai Miroballo, concedendole a Giovanni Vargas. La tormentata storia del possesso di questi feudi continuò: divennero difatti possesso di Alfonso d'Avalos.

### Simboli
Lo stemma e il gonfalone sono stati concessi con DPR  n. 2276 del 9 agosto 1978. Lo stemma è d'azzurro, a tre monti di verde uscenti dalla punta, quello centrale sostenente una lettera P d'oro a caratteri capitali. Il gonfalone è un drappo di giallo.

## Monumenti e luoghi di interesse
- Chiesa di San Michele Arcangelo
- Chiesa di San Nicola
- Chiesa della Beata Maria Vergine Immacolata
- Chiesa di San Sebastiano
- Sentiero CAI di fondo Zappino
- Grotta di San Catello
- convento belvedere
- Monte croce

## Società

### Evoluzione demografica
Abitanti censiti

### Tradizioni
- Presepe vivente, martedì di Monte Coppola e Tammurriata dei Monti Lattari

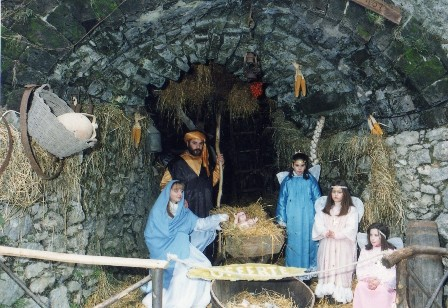
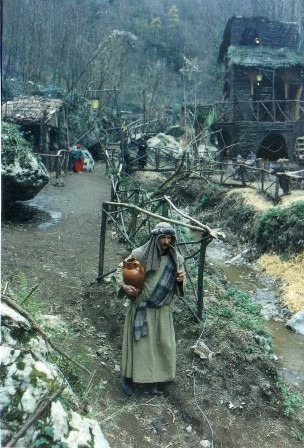

## Economia
Prodotti tipici locali sono quelli caseari, derivati dal latte vaccino locale conosciuto già dai romani da cui presero nome i Monti Lattari (mozzarelle, provoloni, ricotte), ma anche salumi tipici (salami, pancette, salsicce), olio autoctono, frutta e ortaggi vari (fagioli, pomodori, olive, pesche, noci, fichi, uva) e vini (zona del Gragnano DOC). Altri prodotti tradizionali sono la pizza e i panuozzi cucinati in diverse varietà.

## Amministrazione
| Sindaco          | Inizio mandato | Fine mandato | Lista                                              | Coalizione      |
| ---------------- | -------------- | ------------ | -------------------------------------------------- | --------------- |
| Gennaro Somma    | 1997           | 2007         | Lista civica Rinnovamento e Continuità per Pimonte | Centro-sinistra |
| Giuseppe Dattilo | 2007           | 2012         | Lista civica Pimonte Nel Cuore                     | Centro-sinistra |
| Michele Palummo  | 2012           | 2022         | Lista civica Pimonte Libera                        |                 |
| Francesco Somma  | 2022           | "in carica"  | Lista civica SíAmo Pimonte                         | Più Europa      |

La sede comunale è nella frazione di Piazza.
Fa parte della Comunità montana Monti Lattari.